# مسجد الديسي
مسجد الديسي (النبي داود) مسجد أثري يقع داخل أسوار البلدة القديمة لمدينة القدس، في حارة المغاربة، في الجهة الغربية الجنوبية من المسجد الأقصى. وهو اليوم مُحاط بمواقع يهودية، ومسيحية أرمنية، بعد هدم البيوت الوقفية أثر حرب 1967م وإقامة المساكن اليهودية على أنقاض الأوقاف الإسلامية في تلك المنطقة، وتفريغ ساحة تُستعمل كموقف للسيارات. للمسجد مأذنة ترتفع حوالي 15 متر، وتبلغ مساحته 60 متر مربع.